# I'm Shipping Up to Boston
"I'm Shipping Up to Boston" er en sang med tekst skrevet af den amerikanske folkemusiker Woody Guthrie og musikken skrevet og fremført af det keltiske punkband Dropkick Murphys. Den blev udgivet på gruppens album The Warrior's Code i 2005. En tidligere indspilning kan findes på Hellcat Records' opsamlingsalbum Give 'Em the Boot: Vol. 4. Sangen blev verdenskendt og øgede bandets popularitet betragteligt, da den blev brugt i den Academy Award-vindende film The Departed og efterfølgende blev udgivet på filmens soundtrack.
Singlen er bandets mest succesfulde og blev certificeret platin. Den nåede nummer 1 på Bubbling Under Hot 100 og solgte over 1.044.000 digitale eksemplarer uden nogensinde at komme ind på Hot 100- hitlisten.
Der blev indspillet en musikvideo til "I'm Shipping Up to Boston", hvor Dropkick Murpys ses fremføre sangen på havnefronten i East Boston. Man ser også bandet "hænge ud" med hooligans mens de bliver jagtet af politiet. Sanges simple tekst beskriver en sømand, der har mistet sit ben, da han klatrede op til topsejlet, og sejler til Boston for "find sit træben" ("find my wooden leg").

## Hitlister
| Hitliste (2007)                       | Højeste placering |
| ------------------------------------- | ----------------- |
| US Bubbling Under Hot 100 (Billboard) | 1                 |

| Hitliste (2012) | Højeste placering |
| --------------- | ----------------- |
| Ireland (IRMA)  | 54                |

## Anvendelse
Sangen er blevet anvendt i adskillige forskellige sammenhænge. Mest berømt er nok brugen i Martin Scorseses film The Departed i 2006. Den blev også brugt i The Simpsons-afsnittet "The Debarted", der er baseret på Scorseses film. Derudover er den brugt i Lobster Wars på Discovery Channel, i et afsnit af Top Gear fra 2007, i computerspillene NHL 11 og NHL Slapshot. Den kan downloades til Guitar Hero World Tour og Rock Band. Den er også blevet brugt i flere sportssammenhænge som bl.a. Philadelphia Flyers der bruger den, når de er på vej ind i overtid på Wells Fargo Center og af Boston Red Sox i 2013 til at varme publikum op.

### Politisk brug

#### 2012
En mindre Facebook meme blev populært efter at Jeff Fitzgerald, der er Wisconsin State Representative og taler ved Wisconsin State Assembly, eftersigende brugte sangen under den republikanske konvention i Green Bay, Wisconsin i 2012. Brugen fik Dropkick Murphys til at skrive følgende udtalelse i deres Facebook-gruppe:

Vi har lige hørt at Wisconsin State Rep og Speaker of the State Assembly Jeff Fitzgerald brugte "Shipping Up to Boston" som hans indmarch-sang i går ved Wisconsin GOP Convention i Green Bay.
Stupiditeten og ironien er grinagtig. En republikansk senatkandidat fra Wisconsin – og ven af anti-fagforeningsmanden guvernør Scott Walker – der bruger en Dropkick Murphys sang som intro er som en hvid racist der synger en gangsta rap!
Fitzgerald: hvis du og dine medarbejdere ikke engang kan finde ud af hvilken musik du skal bruge, så skal du måske overveje at opgive politik!!!!!
Vi står ved vores fagforening og arbejderbrødre og -søstre og deres familie i Wisconsin og i hele USA!

#### 2015
I 2015 brugte guvernøren for Wisconsin, Scott Walker sangen under politiske events. Som svar på dette skrev Dropkick Murphy på deres officielle Twitter-konto at bandet "bogstaveligt talt hader" guvernør Walker og bad am om at "stoppe med at bruge [deres] musik på nogen måde".